# Crljenac
Crljenac (en serbe cyrillique : Црљенац) est un village de Serbie situé dans la municipalité de Malo Crniće, district de Braničevo. Au recensement de 2011, il comptait 868 habitants.

## Démographie

### Évolution historique de la population
| 1948  | 1953  | 1961  | 1971  | 1981  | 1991  | 2002 | 2011 |
| ----- | ----- | ----- | ----- | ----- | ----- | ---- | ---- |
| 1 881 | 1 836 | 1 804 | 1 721 | 1 571 | 1 373 | 969  | 868  |

|  |